# Francisco de Osuna
Francisco de Osuna, né  vers 1492 à Osuna (Andalousie) et mort vers  1540 en Espagne, est un franciscain de l'Observance, théologien, prédicateur et auteur de guides spirituels. Son œuvre ascétique et mystique a guidé les débuts de sainte Thérèse d'Avila dans la pratique de l'oraison.

## Biographie
Francisco est né en 1492, dans la ville d'Osuna, en Andalousie. Issu d'une famille modeste, il a probablement bénéficié de la protection des seigneurs d'Osuna, les Tellez de Giron. En 1510, il participe à l'expédition africaine de Cisneros et assiste à la prise militaire de Tripoli. En 1513, au retour d'un pèlerinage à Compostelle, il entre chez les frères mineurs de la Régulière Observance de Castille, dont le centre est à Tolède. Nulle trace de ses études dans une quelconque université, et cependant ses œuvres prouvent qu'il a une solide formation scotiste (enseignement théologique dans la ligne de Duns Scot, docteur officiel des franciscains de l'Observance). On le retrouve en 1523, prêtre et prédicateur, attaché au couvent de la Salceda (province de Guadalajara). La même année, il assiste à Toulouse, au chapitre général de l'ordre, avant de se rendre à Lyon, puis Paris, Cologne et Aix-la-Chapelle. Entre 1535 et 1537, il réside à Anvers, avant de rentrer en Espagne, où il meurt en 1542, après une assez longue maladie. Tels sont les rares renseignements biographiques assurés, que l'on possède à son sujet. Il reste cependant à souligner ce fait d'importance : Francisco publie en castillan ses traités spirituels, ce qui pouvait l'assimiler aux Illuminés (alumbrados, dejados) et, à ce titre, être poursuivi par les autorités ecclésiastiques. C'est pourquoi il prend soin de souligner ou de corriger l'orthodoxie de son enseignement. Excepté quelques réticences de la part de Jean d'Avila, il ne paraît pas avoir été inquiété par l'Inquisition.

## Spiritualité

### LesAbécédaires

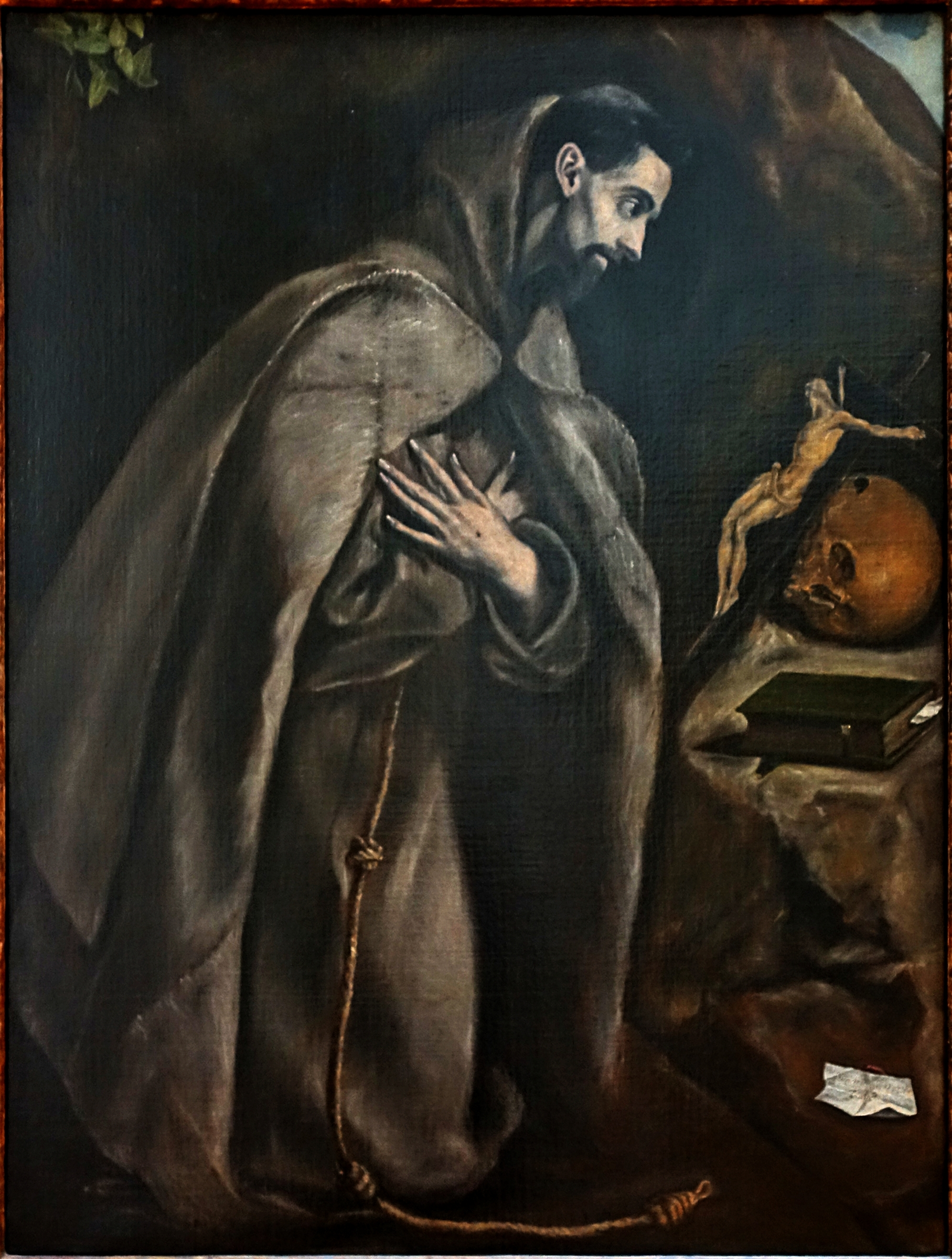
Une spiritualité basée sur la méditation de la Passion du Christ

Reprenant une tradition hispanique de poèmes alphabétiques, Francisco répartit la matière de son enseignement en petits traités représentés par une lettre de l'alphabet, qui se trouve à l'initiale de la devise associée à chacun de ceux-ci. D'où le nom d' abécédaire donné à ce type de présentation, où le souci de distribution logique n'est pas sans évoquer l'esprit des auteurs de la Devotio moderna : un Jan Mombaer, par exemple, qu'il cite dans certains de ses ouvrages. Le premier abécédaire porte sur la Passion, le deuxième sur l'ascétisme (amour, mortification et mort), le troisième sur l'oraison, le quatrième sur la contemplation de l'amour divin, le cinquième sur la pauvreté et le sixième sur les plaies du Christ. Il s'agit donc d'un programme complet de mystique franciscaine : la considération du Christ souffrant incite d'abord à renoncer au péché; les efforts à fournir sont ensuite soutenus par des pratiques ascétiques; celles-ci constituent alors le fondement d'une vie contemplative, au sommet de laquelle l'individu partage intimement l'amour de Dieu; à ce stade, la relation mystique permet à l'être humain de se reconnaître comme liberté fondamentale (thème de la pauvreté) et signe sacramentel du divin dans la chair (thème des stigmates).

### Le troisièmeAbécédaire
Le troisième Abécédaire jouit d'une renommée particulière en raison du rôle qu'il a joué dans la biographie de Thérèse d'Avila, comme elle s'en explique au livre IV de l' Histoire de ma vie. En 1538, la jeune religieuse, malade, se rend d'Avila à Becedas pour y trouver une guérisseuse, quand un de ses oncles lui remet le livre d'Osuna. Cet ouvrage et la Subida del Monte Sion de Bernardino de Laredo (franciscain andalou contemporain, proche de la Mystique rhénane) constitueront, au départ de son itinéraire spirituel, tout le bagage de la carmélite. La lecture d'Osuna l'enchante : il écrit avec style dans une langue qu'elle comprend. Ainsi découvre-t-elle l'oraison de simplicité et l'oraison de quiétude, deux stades de la contemplation auxquels l'École française de spiritualité portera beaucoup d'intérêt; mais aussi la dévotion à l'humanité du Christ : un christocentrisme qui demeurera l'une des caractéristiques de la mystique carmélitaine. La rencontre ultérieure avec Pierre d'Alcantara, autre franciscain de l'Observance et théoricien de l'oraison, la confirmera dans ces voies.

### Entre modernité et tradition

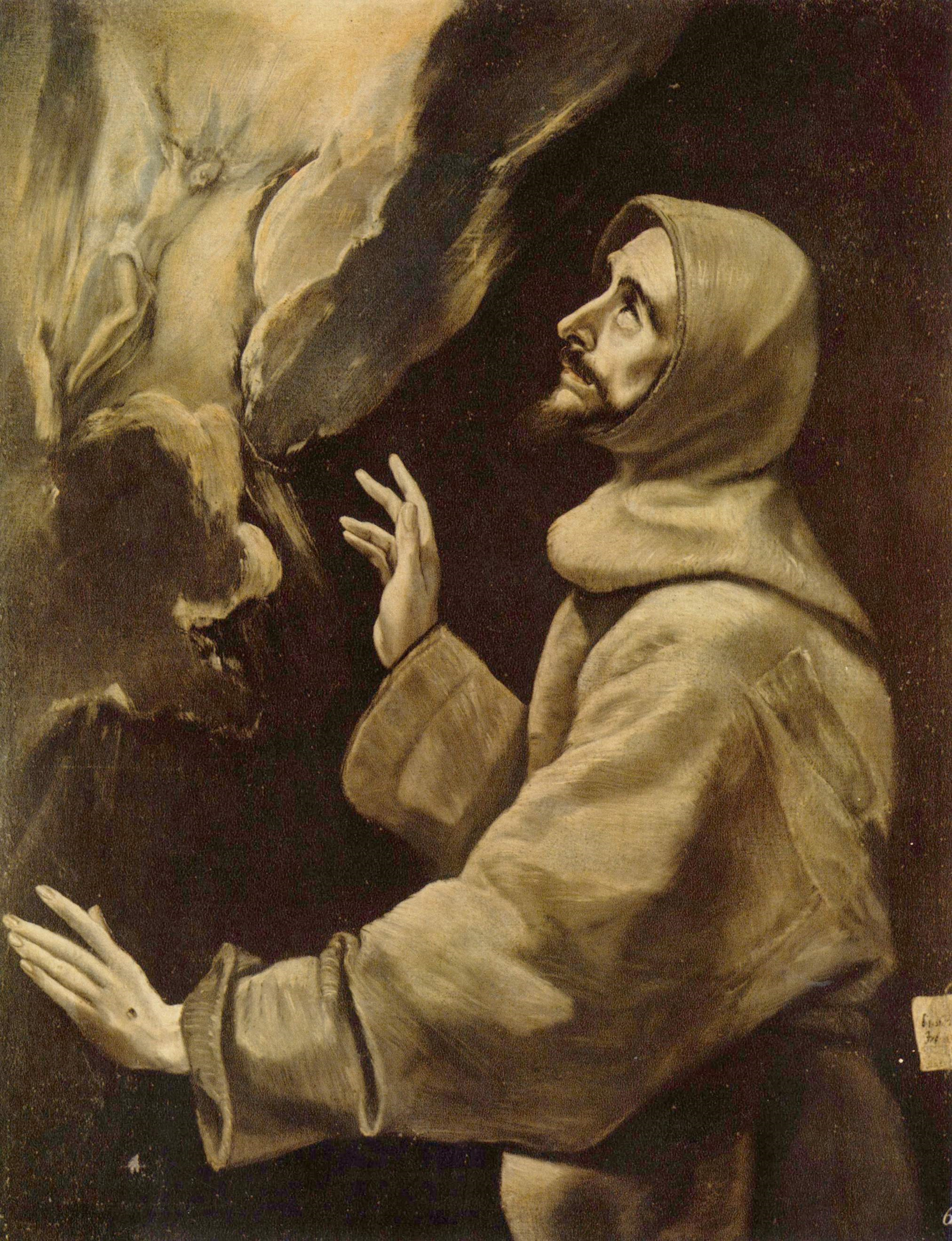
Pauvreté, joie et liberté : valeurs fondamentales du franciscanisme

Tout comme Norte de los estados, véritable manuel de la vie conjugale, le troisième Abécédaire s'adresse surtout à des laïcs désireux d'approfondir leur piété, et non à des spécialistes de la mystique. Cet intérêt pour la spiritualité de ceux qui vivent au cœur du monde, rencontre les préoccupations de la Devotio Moderna, issue des Pays-Bas espagnols, et dont Francisco a dû côtoyer certains représentants lors de son séjour anversois. Plus largement encore, cet "éloge de la simplicité" répond à un désir de réforme qui s'impose dans l'Église du XVe siècle, et détermine, au sein du franciscanisme entre autres, ce retour à l'austérité présumée des origines, que l'on appelle l'Observance. Francisco n'est donc pas étranger aux grands courants de son époque; il cite d'ailleurs abondamment son contemporain Jean Gerson, chancelier de l'université de Paris et auteur d'une Théologie mystique où sont formulés les problèmes épistémologiques que pose la contemplation dans le contexte du nominalisme, celui-ci distinguant radicalement les réalités de la Terre et du Ciel. Néanmoins, Francisco demeure principalement inspiré par la grande tradition de mystique spéculative, dans laquelle l'âme est capable de gravir les échelons qui conduisent, sans solution de continuité, des créatures vers le Créateur, puisque l'autre auteur le plus fréquemment cité dans l' Abécédaire est Richard de Saint-Victor (XIIe siècle). Cette tradition, de tendance platonicienne, accompagne la pensée franciscaine depuis saint Bonaventure : fidèle aux grandes lignes tracée par la psychologie médiévale, la spiritualité d'Osuna trouve ainsi son accomplissement dans la "joie parfaite" de François d'Assise, et dans la "volonté comme liberté fondamentale" de Duns Scot.

#### Œuvres en espagnol
- Gracioso convite del santo sacramento del altar (Le banquet de la grâce)
- Norte de los estados (Le guide des états)
- Six Abecedarios spirituales (Abécédaires spirituels)

#### Œuvres en latin
- Six volumes de Sermons

#### Traductions françaises
- M. Darbord (trad.), Le recueillement mystique : troisième abécédaire spirituel, coll. Sagesses chrétiennes, Paris, Éditions du Cerf, 1992.

#### Études en français
- F. Alonso, Le "Norte de los estados" du P. Francisco de Osuna, in Bulletin hispanique, 1939, vol. 37, no 37-4, p. 460-472.